# Davey O'Brien Award
Le Davey O'Brien Award, officiellement dénommé Davey O'Brien National Quarterback Award, est un trophée récompensant le meilleur joueur du championnat NCAA de football américain évoluant au poste de quarterback. Il tient son nom de Davey O'Brien, vainqueur du Trophée Heisman en 1938.
Ce trophée a été décerné pour la première fois en 1977 (juste après le décès d'O'Brien) pour récompenser le meilleur joueur de la Southwest Conference, conférence qui n'existe plus aujourd'hui. Le trophée se dénommait alors le Davey O'Brien Memorial Trophy. Le running back de Texas remporte le trophée en 1977, le running back d'Oklahoma Billy Sims celui de 1978 et le linebacker de Baylor, Mike Singletary ceux de 1979 et de 1980.
À partir de 1981, cette récompense devient nationale, son champ d'action se réduit aux quarterbacks et il est renommé Davey O'Brien National Quarterback Award. 
Depuis lors, les seuls joueurs à avoir remporté ce prix à deux reprises sont :
- Ty Detmer de BYU ;
- Danny Wuerffel de Florida ;
- Jason White d'Oklahoma ;
- Deshaun Watson de Clemson.

Le Davey O'Brien Hall of Fame se situe au Fort Worth Club de Fort Worth au Texas. Le dîner annuel et la remise du trophée y ont également lieu, généralement en février.

## Palmarès
| Années | Joueur          | Équipe universitaire | Poste |
| ------ | --------------- | -------------------- | ----- |
| 1977   | Earl Campbell   | Texas                | RB    |
| 1978   | Billy Sims      | Oklahoma             | RB    |
| 1979   | Mike Singletary | Baylor               | LB    |
| 1980   | Mike Singletary | Baylor               | LB    |

| Années | Joueur           | Équipe universitaire |
| ------ | ---------------- | -------------------- |
| 1981   | Jim McMahon      | BYU                  |
| 1982   | Todd Blackledge  | Penn State           |
| 1983   | Steve Young      | BYU                  |
| 1984   | Doug Flutie      | Boston College       |
| 1985   | Chuck Long       | Iowa                 |
| 1986   | Vinny Testaverde | Miami (Floride)      |
| 1987   | Don McPherson    | Syracuse             |
| 1988   | Troy Aikman      | UCLA                 |
| 1989   | Andre Ware       | Houston              |
| 1990   | Ty Detmer        | BYU                  |
| 1991   | Ty Detmer        | BYU                  |
| 1992   | Gino Torretta    | Miami (Floride)      |
| 1993   | Charlie Ward     | Florida State        |
| 1994   | Kerry Collins    | Penn State           |
| 1995   | Danny Wuerffel   | Florida              |
| 1996   | Danny Wuerffel   | Florida              |
| 1997   | Peyton Manning   | Tennessee            |
| 1998   | Michael Bishop   | Kansas State         |
| 1999   | Joe Hamilton     | Georgia Tech         |
| 2000   | Chris Weinke     | Florida State        |
| 2001   | Eric Crouch      | Nebraska             |
| 2002   | Brad Banks       | Iowa                 |

| Années | Joueur             | Équipe universitaire |
| ------ | ------------------ | -------------------- |
| 2003   | Jason White        | Oklahoma             |
| 2004   | Jason White        | Oklahoma             |
| 2005   | Vince Young        | Texas                |
| 2006   | Troy Smith         | Ohio State           |
| 2007   | Tim Tebow          | Florida              |
| 2008   | Sam Bradford       | Oklahoma             |
| 2009   | Colt McCoy         | Texas                |
| 2010   | Cam Newton         | Auburn               |
| 2011   | Robert Griffin III | Baylor               |
| 2012   | Johnny Manziel     | Texas A&M            |
| 2013   | Jameis Winston     | Florida State        |
| 2014   | Marcus Mariota     | Oregon               |
| 2015   | Deshaun Watson     | Clemson              |
| 2016   | Deshaun Watson     | Clemson              |
| 2017   | Baker Mayfield     | Oklahoma             |
| 2018   | Kyler Murray       | Oklahoma             |
| 2019   | Joe Burrow         | LSU                  |
| 2020   | Mac Jones          | Alabama              |
| 2021   | Bryce Young        | Alabama              |
| 2022   | Max Duggan (en)    | TCU                  |
| 2023   | Jayden Daniels     | LSU                  |

## Classement par équipes
| Équipes        | Nombre de trophées |
| -------------- | ------------------ |
| Oklahoma       | 6*                 |
| BYU            | 4                  |
| Baylor         | 3*                 |
| Florida        | 3                  |
| Florida State  | 3                  |
| Alabama        | 2                  |
| Clemson        | 2                  |
| Iowa           | 2                  |
| LSU            | 2                  |
| Miami          | 2                  |
| Penn State     | 2                  |
| Texas          | 3*                 |
| Auburn         | 1                  |
| Boston College | 1                  |
| Georgia Tech   | 1                  |
| Houston        | 1                  |
| Kansas State   | 1                  |
| Nebraska       | 1                  |
| Ohio State     | 1                  |
| Oregon         | 1                  |
| Syracuse       | 1                  |
| TCU            | 1                  |
| Tennessee      | 1                  |
| Texas A&M      | 1                  |
| UCLA           | 1                  |

Légende : *  Davey O'Brien Memorial Trophy inclus (1 pour Texas, 1 pour Oklahoma et 2 pour Baylor)